# Norbert Hauata
Norbert Hauata (* 8. června 1979 Moorea) je fotbalový rozhodčí z Francouzské Polynésie.
Roku 2008 se stal mezinárodním rozhodčím FIFA. Soudcoval zápasy na MS ve fotbale hráčů do 17 let 2011 v Mexiku nebo MS ve fotbale 2018 v Rusku. Na MS ve fotbale 2014 v Brazílii byl nominován jako pomocný rozhodčí.